# 朝青龍を押し出したら1000万円
『朝青龍を押し出したら1000万円』（あさしょうりゅうをおしだしたらいっせんまんえん）は、AbemaTVのAbemaSPECIALチャンネルで2017年12月31日に配信された特別番組。

## 概要
2017年大晦日特別企画として制作されたAbemaTVの年末年始特番であり、AbemaTV1000万円企画の第2弾。第68代横綱として活躍した朝青龍と対戦者が賞金1,000万円を懸けて行う相撲対決である。生中継で放送された。朝青龍が土俵入りしたのは7年ぶりであり、この日に向けて稽古も行っている。また、朝青龍はこの日を"最後の土俵”と宣言し戦いに挑んでいる。
大晦日の放送に先駆け、対戦日の3日前である12月28日にAbemaTVにて「【事前SP】ネット激震!?朝青龍を押し出したら1000万円 危険すぎる挑戦者８人大集合SP」が配信されている。ボブ・サップ、泉浩の参戦は以前から告知されていたが、残りの6人はこの日の放送で発表された。挑戦者8人の内5人は番組放送決定に伴い行われた一般募集により選ばれた者であり、2017年12月4日より18歳以上で力に自信のある健康な男性を対象に行われた。
配信当日、取組が始まる前である午後9時の時点で延べ視聴数が約100万件を超えた。12月31日〜1月1日にかけて集計されたAbemaTVの視聴数ランキングでは1位を記録している。Abema TV 2017年12月人気番組ランキングの全体ランキングでも1位を獲得した。
結果は朝青龍が8連勝し、1000万円を死守した。
2020年1月1日深夜（2日未明）、『アベマの時間 VS亀田!朝青龍!天心!1000万円シリーズ初の地上波放送!禁断バトル全復活SP』として、テレビ朝日系列（一部地域を除く）にて地上波初放送した。

## ルール
- 「張り手なし」「立会時の変化なし」「かち上げなし」以外は大相撲と同様。（番組オリジナルルール）
- どちらかが土俵内の土、もしくは土俵の外に足を含む体の一部分が接触した時点で勝負が決まる。番組タイトルとは異なり押し出し以外の決まり手で挑戦者が勝っても賞金は支払われる。
- 土俵上の1対1の対戦とし、両者ともまわしを着用する。

## 出演者
- 朝青龍
- VIPチャレンジャー
  - ボブ・サップ[11]
  - 泉浩[11]
  - 琴光喜[11]
- 一般チャレンジャー
  - スーパー・ササダンゴ・マシン[11]
  - 他4名
- MC
  - 福澤朗
- サブMC
  - 柴田阿弥
- 実況
  - 松下賢次
- 解説
  - 花田虎上、武井壮
- ゲスト
  - 高橋克典、堀江貴文、高須克弥、西原理恵子、アニマル浜口、浜口京子、IMALU、はるな愛、ナイツ、あかつ、亀田興毅
- リングサイドレポーター
  - 浅川梨奈、都丸紗也華